# Praktbanan
Musa coccinea är en enhjärtbladig växtart som beskrevs av Andrews. Musa coccinea ingår i släktet bananer, och familjen bananväxter. Inga underarter finns listade i Catalogue of Life.

## Bildgalleri

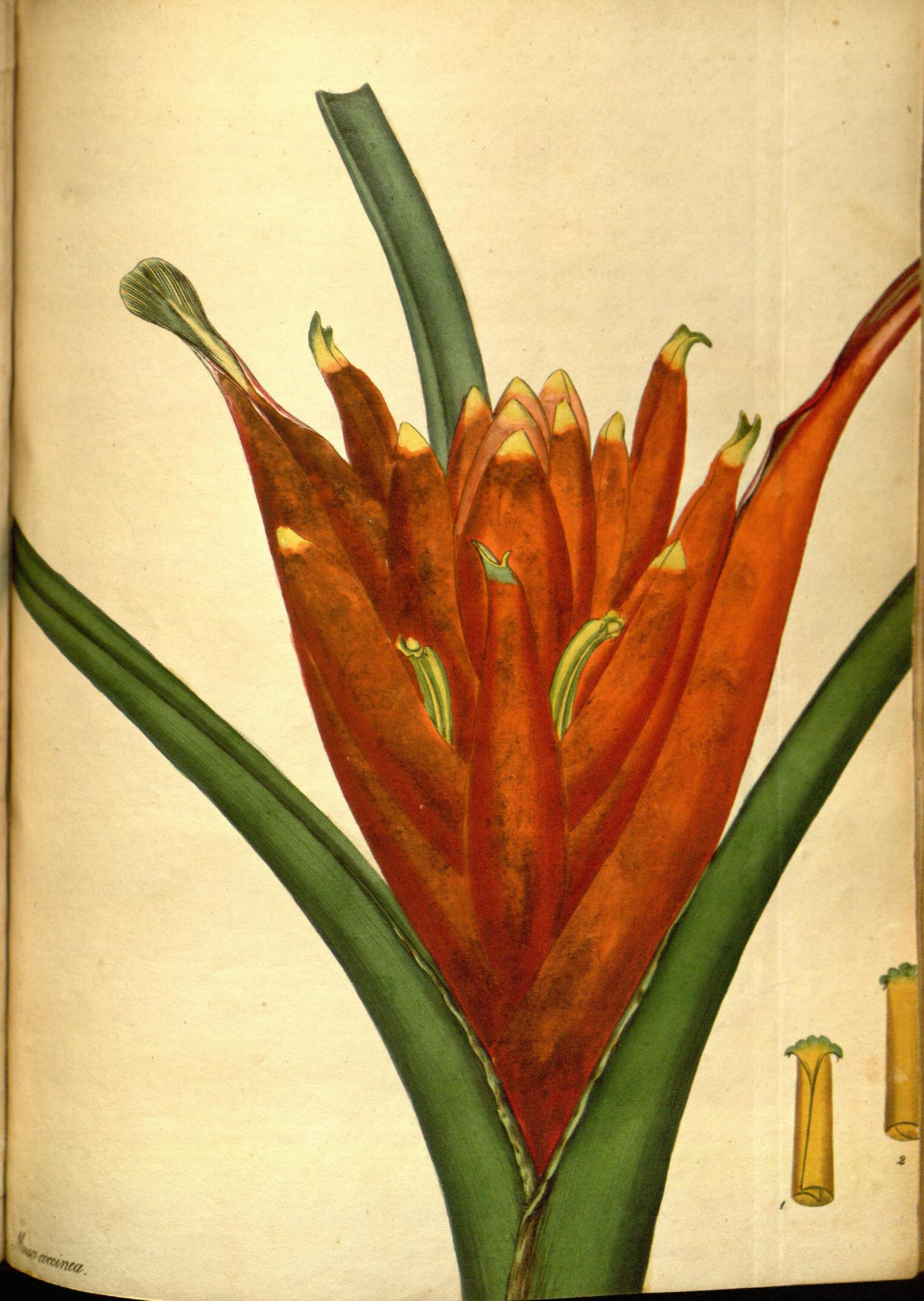
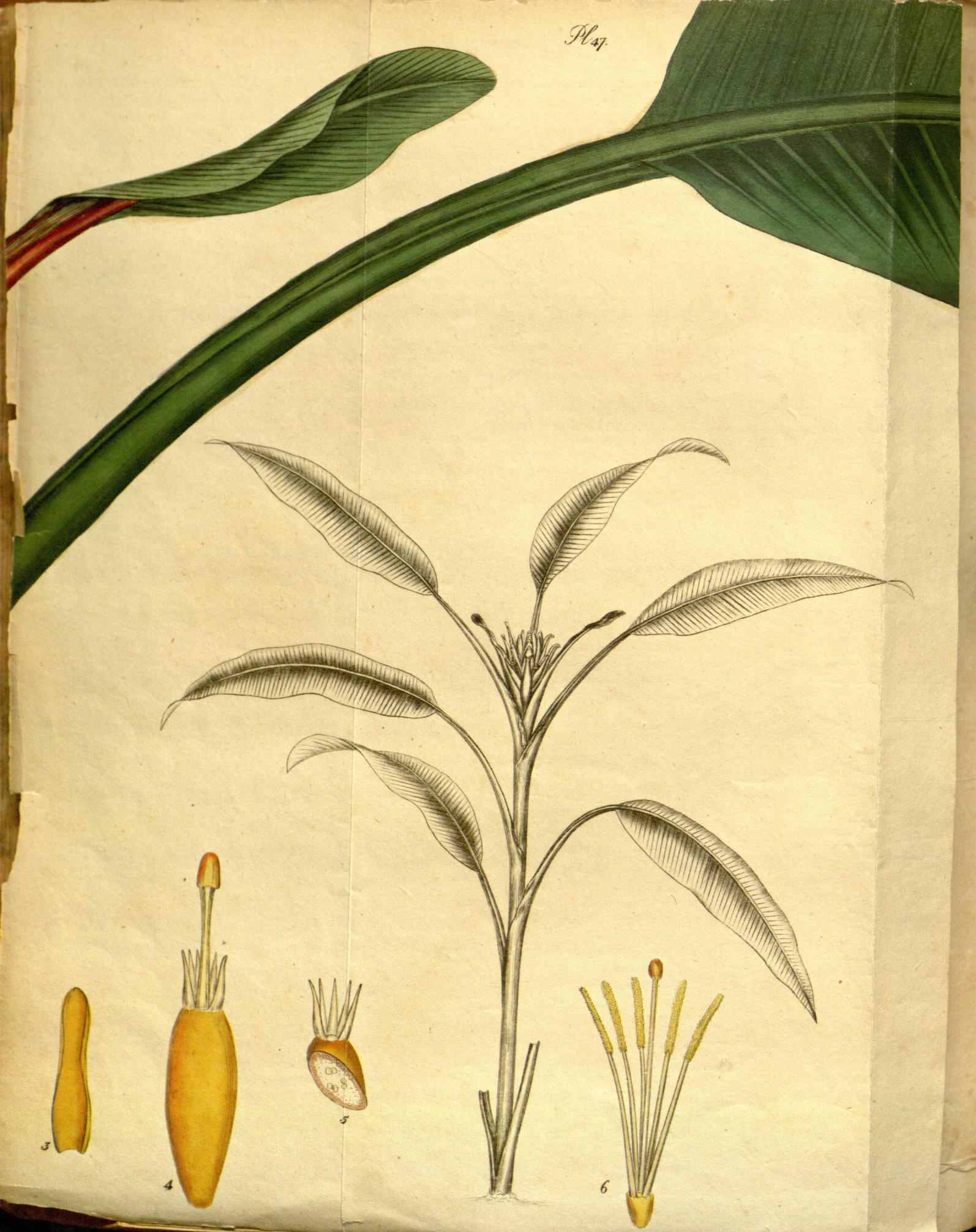